# Conquista russa della Siberia
La conquista russa della Siberia ebbe luogo nel XVI secolo, quando il Khanato di Sibir divenne una debole struttura politica di vassallaggi sempre più minacciate dalle attività degli esploratori russi, i quali, sebbene in minoranza numerica, coinvolsero le differenti tribù familiari per cambiare la loro politica di lealtà e stabilire fortezze distanti dalle quali muovere assalti. Come reazione, il khan Küçüm tentò di centralizzare il suo potere imponendo l'Islam ai suoi sudditi e riformando il sistema di riscossione delle imposte.

## Storia
La conquista della Siberia cominciò nel luglio del 1580, quando 540 cosacchi guidati da Ermak Timofeevič invasero il territorio dei mansi, soggetti a Küçüm, il Khan di Sibir. Furono accompagnati da 300 fanti schiavi lituani e tedeschi, che gli Stroganov avevano comprato dallo zar. Durante tutto l'anno 1581, quest'esercito attraversò il territorio noto come Jugra e rese vassalle le città dei mansi e degli ostiachi. Catturarono anche un esattore di Küçüm.

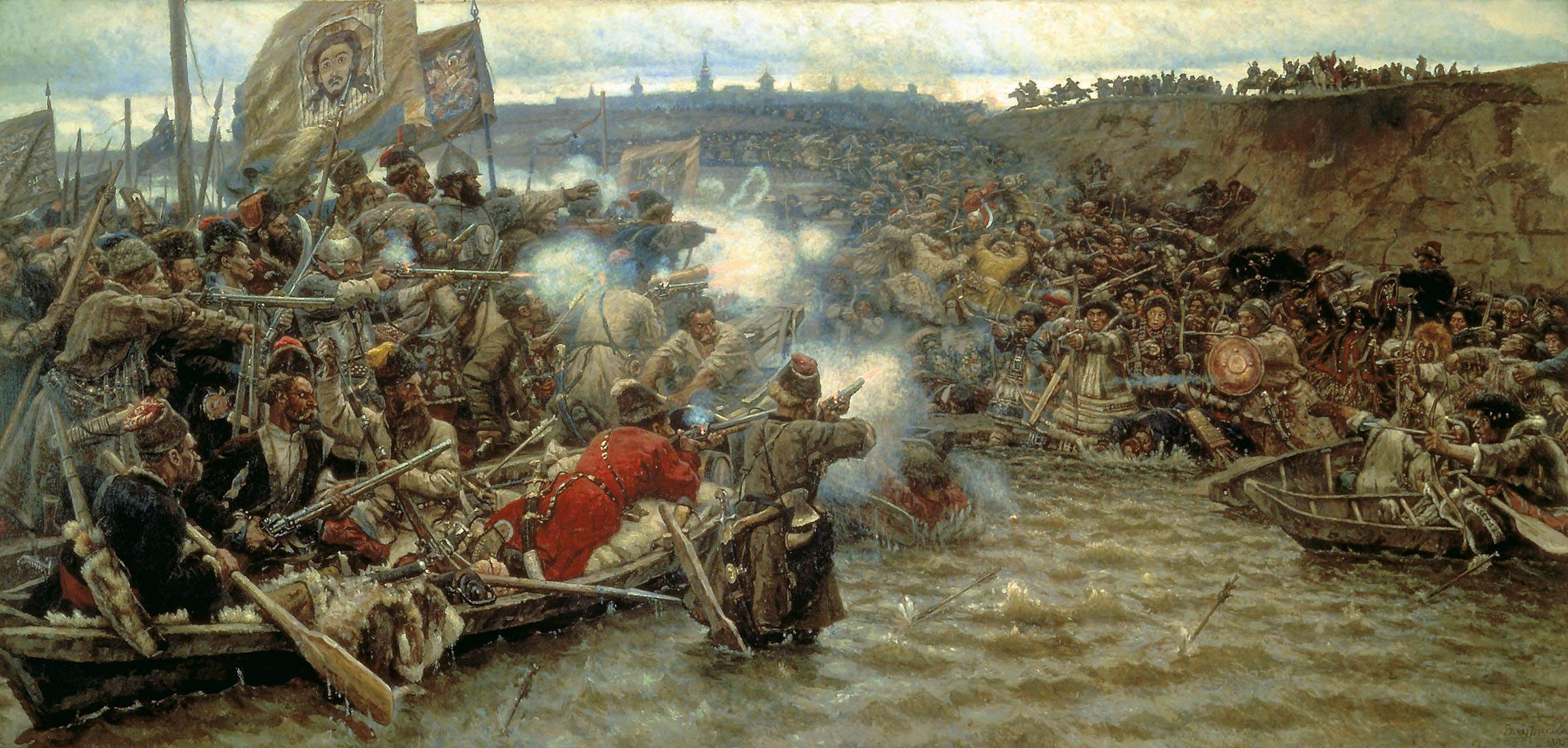
Conquista della Siberia ad opera di Ermak, quadro di Vasilij Surikov

A seguito di una serie di assalti tatari come rappresaglia di fronte all'avanzata russa, l'esercito di Ermak si preparò ad una campagna militare con obiettivo Qashiliq, la capitale siberiana. Le truppe furono imbarcate nel maggio del 1582. Dopo tre giorni di battaglia lungo le rive del fiume Irtyš, Ermak sconfisse un esercito del khan Küçüm e di sei principi tatari alleati. Il 29 giugno le truppe cosacche furono attaccate dai tatari, che furono nuovamente respinti.
Durante il settembre del 1582, il Khan riunì le sue truppe difesa di Qashiliq. Un'orda di tatari siberiani, mansi e ostiachi si concentrò sul monte Čuvaš per combattere contro l'invasione cosacca. Il 1º ottobre fu respinto un attacco cosacco contro la fortezza tatara del monte Čuvaš. Il 23 ottobre i cosacchi tentarono di assaltare la fortezza tatara del monte Čuvaš per la quarta volta, ma i tatari contrattaccarono. Circa un centinaio di cosacchi morì, ma le loro cannonate costrinsero i tatari al ritiro e permisero la cattura di due cannoni tatari. L'esercito del khan si ritirò ed Ermak entrò a Qashiliq il 26 ottobre 1582.
Il khan Küçüm si ritirò nella steppa e negli anni successivi radunò le sue truppe. Improvvisamente attaccò Ermak il 6 agosto 1584 in piena notte e uccise il grosso del suo esercito. Si discute sui dettagli delle fonti russe, che affermano che Ermak fu ferito e tentò di scappare nuotando attraverso il fiume Vagaj (un affluente dell'Irtyš), ma affogò per il peso della sua armatura. Le fonti tatare affermano che questa storia fu inventata per salvaguardare il suo onore e che di fatto fu selvaggiamente massacrato insieme con il resto dei suoi soldati, morendo in modo anonimo. Il resto delle truppe di Ermak sotto il comando di Meščerjak si ritirò da Qashiliq, distruggendo la città durante la fuga. Nel 1586 tornarono i russi e dopo aver sottomesso in vassallaggio il khanato e i mansi facendo ricorso all'artiglieria, stabilirono una fortezza a Tjumen', vicino alle rovine di Qashiliq.
Le tribù tatare che erano sottomesse al khan Küçüm subirono vari attacchi ad opera dei russi fra il 1584 e il 1595. Tuttavia, il khan Küçüm non fu catturato. Infine, nell'agosto del 1598 il khan Küçüm fu sconfitto nella battaglia di Urmin, vicino al fiume Ob'. Durante i combattimenti, la famiglia del khan fu avvicinata dalle truppe russe, ma il khan Küçüm riuscì a scappare. I russi condussero i membri della famiglia del khan Küçüm a Mosca, dove rimasero come ostaggi. I discendenti della famiglia del khan divennero noti come i principi Sibirskij e la famiglia si perpetuò fino alla fine del XIX secolo.
Oltre alla fuga personale, la cattura della famiglia pose fine alle attività politiche e militari del khan Küçüm e si ritiene che si fosse ritirato nei territori dell'Orda Nogai nella Siberia meridionale. Si è accertato che fu in contatto con lo zar e che chiese che gli fosse garantito il dominio di una piccola regione lungo le rive del fiume Irtyš. Questa richiesta fu respinta dallo zar, che propose al khan Küçüm che si dirigesse a Mosca per "accomodarsi" al servizio dello zar. Il vecchio khan non poté sopportare un tale disprezzo e preferì rimanere in Siberia. Si ritiene che Küçüm si recò invece a Bukhara e anziano e cieco, morì in esilio lontano dai parenti, verso il 1605.
Dopo la morte del khan e la dissoluzione di tutta la resistenza siberiana organizzata, i russi avanzarono in primo luogo verso il lago Bajkal e successivamente fino al mare di Ochotsk e all'Amur. Tuttavia, quando raggiunsero le frontiere cinesi, si imbatterono in gente equipaggiata con artiglieria e non poterono avanzare oltre.
I russi raggiunsero l'Oceano Pacifico nel 1639. Dopo la conquista del Khanato di Sibir, tutta l'Asia settentrionale (un'area molto più estesa dell'antico khanato) divenne nota come Siberia, e per l'anno 1640 le frontiere orientali della Russia si erano espanse di milioni di chilometri quadrati. Molte delle attuali città della Siberia Occidentale furono fondate durante il periodo del Khanato di Sibir, comprese Tjumen' e Tobol'sk. In un certo modo, il khanato persistette con il titolo di "zar di Siberia", che divenne parte della titolazione imperiale completa degli autocrati russi.